# Principer i islamisk rättslära

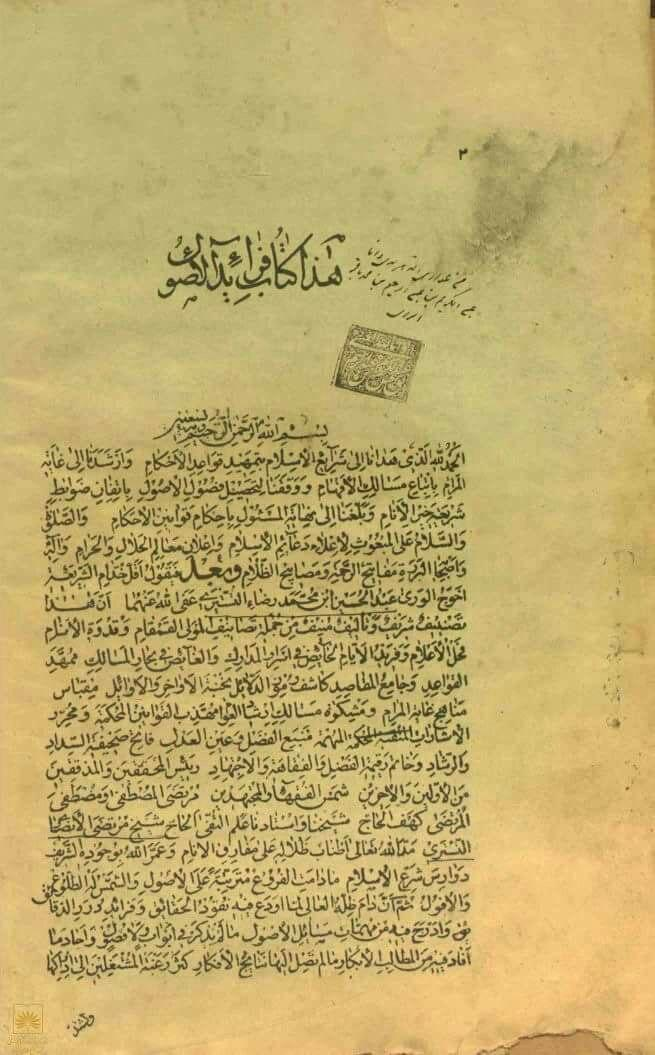
En sida i boken Faraid al-Usul (al-Rasail) som behandlar usul al-fiqh.

Principer i islamisk rättslära (arabiska: أصول الفقه), även känt som usul al-fiqh, är en islamisk vetenskap som behandlar principerna i fiqh. Fiqh och usul al-fiqh hör ihop precis som logik och filosofi hör ihop. Studerandet av principerna är en förberedelse inför studerandet av rättslära. De som har bemästrat vetenskapen fiqh kallas för fuqaha, som blir faqih i singular.